# Wasquehal - Pavé de Lille (metrostation)
Het station Wasquehal - Pavé de Lille is een metrostation van lijn 2 van de metro van Rijsel, gelegen in de Franse gemeente Wasquehal. Het station ligt aan de Avenue de Flandre. De naam komt van het nabije bestuursgebouw van de gemeente, het "Pavé de Lille". Naast het metrostation ligt de gelijknamige tramhalte van lijn R van de Tram van Rijsel, die in het centrum Roubaix eindigt. 

## Omgeving
- Pavé de Lille